# Planegger Straße 29/29b

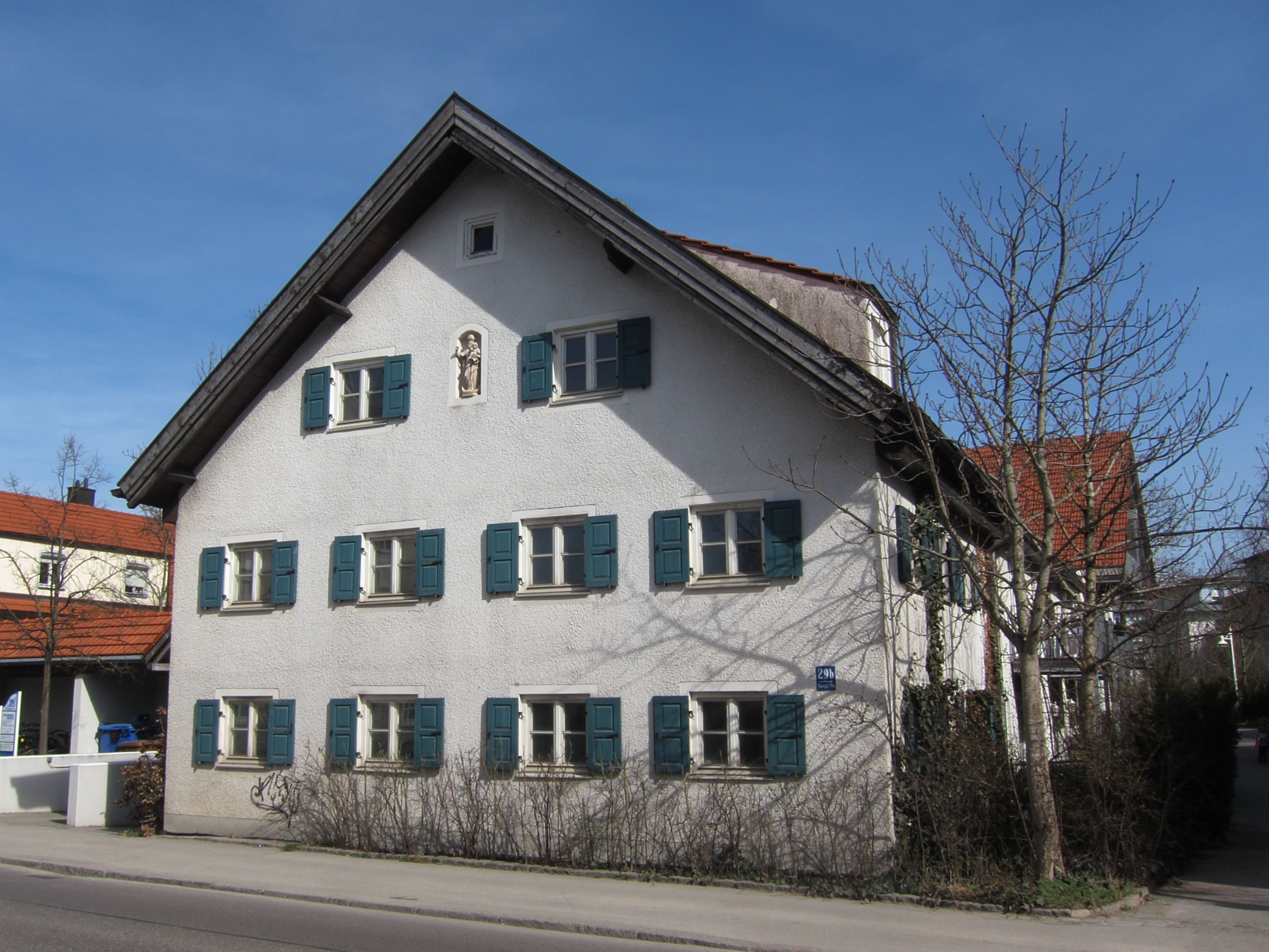
Haus Planegger Straße 29/29b im Stadtteil Pasing von München

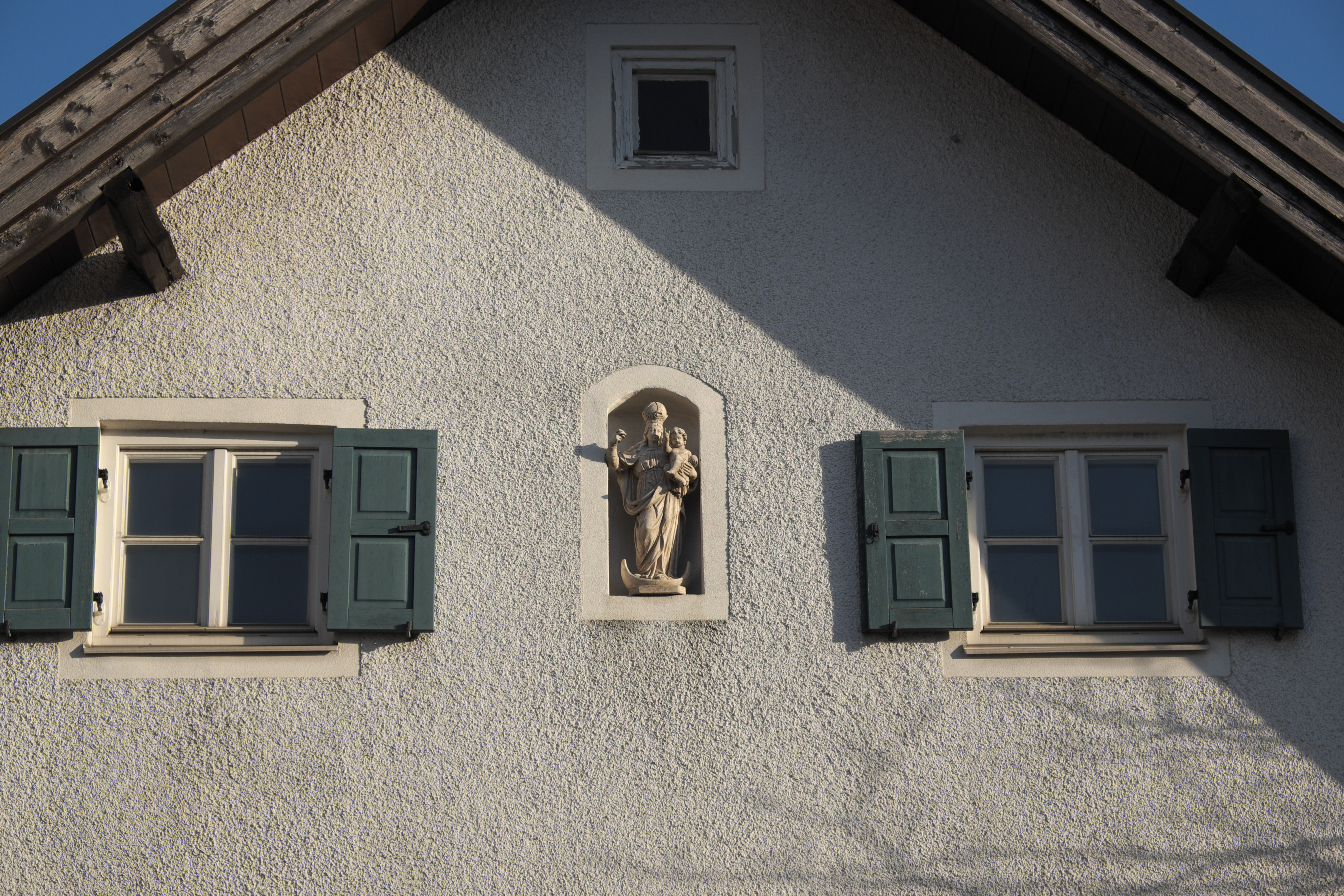
Skulptur Madonna mit Kind

Das Gebäude Planegger Straße 29/29b im Stadtteil Pasing der bayerischen Landeshauptstadt München wurde in der ersten Hälfte des 19. Jahrhunderts errichtet. Das ehemalige Bauernhaus an der Planegger Straße ist ein geschütztes Baudenkmal.
Vom Bauernhaus steht nur noch das zweigeschossige Wohnhaus mit Satteldach, die Nebengebäude wurden 1998/99 abgebrochen und an der Stelle wurde eine Wohnanlage errichtet. In einer Wandnische des Giebels steht eine Madonna mit Kind.
Das Anwesen gehört zum Ensemble ehemaliger Ortskern Pasing.